# Centre de documentation, de recherche et d'expérimentations sur les pollutions accidentelles des eaux
Le Centre de documentation, de recherche et d'expérimentations sur les pollutions accidentelles des eaux (CEDRE) est créé en Conseil des ministres en 1978 quatre mois après le naufrage du navire pétrolier Amoco Cadiz pour améliorer la préparation à la lutte contre les pollutions accidentelles des eaux et renforcer le dispositif d’intervention français. 

## Missions, activités

Siège du Cedre situé au 715 rue Alain Colas à Brest

En mars 1978 a lieu la marée noire due au naufrage de l'Amoco Cadiz,. L’association Cedre est créée peu après, afin de remplir une mission de service public au profit de l’État et des collectivités et de capitaliser la connaissance sur les pollutions accidentelles des eaux.
Spécialisée en pollution accidentelle des eaux agissant tant au niveau national qu’international, l'association intervient sur les eaux marines ainsi que sur les eaux intérieures, les pollutions par hydrocarbures, produits chimiques et déchets aquatiques. Si sa mission historique est d'aider à combattre les pollutions accidentelles, le Cedre étudie également la pollution des mers de façon générale, comme la pollution endémique par le plastique,.
Ses activités sont la recherche, l’analyse et les tests, la formation et l’information, mais également le soutien à l’intervention et la planification d’urgence. Une loi de 1985 lui donne la compétence pour intervenir sur les pollutions maritimes et fluviales.
Les domaines d'intervention du Cedre lui permettent d'intervenir sur l'ensemble du processus de traitement des pollutions, ce qui inclut les mécanismes d'indemnisation. Le Cedre évalue comment traiter les pollutions mais également comment les prévenir. Le Cedre peut intervenir dans le monde entier,. Les administrations, mais aussi des sociétés privées font appel au Cedre. Par exemple, Total utilise les services du Cedre pour la formation de ses employés ou pour obtenir de l'information sur le comportement de ses propres produits en cas d'accident. En 2015, le Cedre est récompensé par la Green Star Award dans la catégorie « intervention », pour son implication après le typhon Haiyan en 2013 et la pollution du delta du Bengale en 2015.

## Structures
Le Cedre, implanté à Brest, est constitué d’un centre de documentation, d’un centre de recherche, d’une plateforme d’expérimentation, d’un laboratoire et d’un centre de formation professionnelle, de planification et d’audit.
En 2021, l'équipe est composée d'une cinquantaine de personnes.

## Gouvernance
Cette section ne s'appuie pas, ou pas assez, sur des sources secondaires ou tertiaires indépendantes du sujet.

Pour l'améliorer, ajoutez-en, ou placez des modèles {{Source secondaire souhaitée}} ou {{Source secondaire nécessaire}} sur les passages mal sourcés. (août 2023)
Le Cedre est doté d'un conseil d'administration et d'un directeur pour la gestion quotidienne. Depuis janvier 2022, Christophe Logette en est le directeur. Les représentants de l'État et des organismes publics disposent d'une majorité statutaire au conseil d'administration. Le Cedre est aussi orienté par un comité stratégique, dont le président participe aux réunions du conseil d’administration.
L’activité du Cedre est définie par ses statuts, déposés à la préfecture du Finistère. Elle se répartit en trois domaines distincts :
- L’activité associative répond à la mission de service public de l’association. Celle-ci est financée par le ministère chargé de la transition écologique et par les remboursements d’interventions sur pollutions.

- Les contrats à frais partagés sont des contrats cofinancés par les membres de l’association dans le cadre d’une programmation technique annuelle. Ils incluent également des contrats nationaux et européens à financement partiel, qui impliquent une participation des ressources propres du Cedre. Leurs résultats sont accessibles à tous les membres de l’association.

- Les prestations de service sont des travaux réalisés dans un cadre commercial, pour des clients privés ou publics, qui sont seuls propriétaires des résultats.

En 2000, le ministère de l'Environnement participe au budget annuel à hauteur de cinq millions de francs, sur un total de 10 millions de francs,.

## Activités

### Intervention
Un service d’astreinte 24h sur 24 est mis à la disposition de l’État et des collectivités,. Les institutions européennes et internationales, ainsi que le secteur privé, peuvent également en bénéficier sous conditions.

Polludrome du Cedre

En cas de pollution accidentelle des eaux, le Cedre fournit des informations sur le polluant et les techniques de lutte antipollution adéquates. Il peut effectuer (dans l’urgence si besoin) des analyses de laboratoire, étudier le comportement et le vieillissement du polluant, tester l’efficacité des techniques de lutte et évaluer l’impact de la pollution sur l’environnement à l’aide de ses outils expérimentaux.
Il peut apporter des conseils sur les stratégies, les techniques et les moyens de lutte adaptés. Sur demande des autorités, ses ingénieurs peuvent être mis à disposition sur le terrain pour apporter assistance technique et scientifique, dans les domaines de la direction des opérations, pour réaliser des reconnaissances, pour participer aux réunions de gestion de crise, pour préconiser les actions à conduire et définir les moyens nécessaires, mais aussi pour apporter leur conseil sur l’organisation de chantiers de lutte et former les intervenants.
Pour les cas d'urgence les plus graves, la totalité des membres du Cedre peut être mobilisée sur un seul évènement, comme cela fut le cas lors du naufrage de l'Erika. L'objectif est alors de limiter au maximum que les polluants parviennent sur les zones sensibles comme les littoraux où se concentre la biodiversité. Sans qu'il puisse y avoir de méthode complètement satisfaisante, les techniques utilisées visent à favoriser l'évaporation des hydrocarbures ou leur dilution en mer. Les experts du Cedre conseillent sur place les forces d'intervention et font des analyses en laboratoire pour étudier la meilleure façon d'éviter les pollutions. Une première étape est d'identifier le polluant. En moins d'une heure, il est possible de repérer quel est le type de pétrole présent. Cela est plus difficile pour les produits chimiques. La seconde étape est de sélectionner la meilleure réponse : par exemple, pour certains types de pétrole, des substances chimiques seront conseillées pour en favoriser la fragmentation et sa dilution en mer. Le centre dispose de bancs d'essai qui permettent de faire de nombreux types de simulation, comme par exemple recréer les conditions d'un rivage, ou encore observer la solubilisation d'un produit dans une colonne d'eau de 5 mètres de hauteur.

### Le centre de formation professionnelle

Formation sur les installations du Cedre

Ce centre dispose, à Brest, d’un plateau technique de 2,5 hectares et dispense également ses formations partout dans le monde,. En 2020, France info qualifie le centre d'« unique au monde ». Le plateau technique comporte un bassin extérieur, une plage de 2500 m2 avec des enrochements et des galets, un plan d'eau, des puits de pompage.
Le Cedre est chargé d’assister les autorités pour la préparation des plans d’urgence (notamment les dispositions particulières « Pollutions marines » des ORSEC maritimes et départementaux).
Dans le cadre d’un accord avec l’Agence européenne de sécurité maritime, le Cedre fournit les préconisations d’urgence aux Etats de l’Union européenne ainsi qu’aux pays candidats à l’UE potentiellement confrontés à un risque de pollution chimique à bord d’un navire situé dans leurs eaux (dispositif Maritime Intervention in Chemical transport Emergencies – MAR-ICE).

Prélèvement de méso-déchets

Selon des articles de 2018 et 2020 de France info, le Cedre forme chaque année 1 000 à 1 500 personnes, qui reçoivent aussi bien une formation théorique que pratique,. Notamment, les stagiaires sont mis en situation réelle de catastrophe écologique, avec par exemple la mission de confiner une nappe d'hydrocarbure déversée dans un bassin artificiel d'eau de mer. Les stagiaires peuvent être des pompiers, des employés de l'industrie du pétrole, des agents portuaires, divers agents administratifs, etc. Ils sont amenés à utiliser le matériel pour pomper le pétrole et organiser l'intervention selon les règles de l'organisation maritime internationale. Les exercices peuvent comprendre le confinement de nappe de pétroles avec des barrages flottants, la concentration des nappes par l'utilisation de jets d'eau, l'utilisation de divers dispositifs de pompage, etc.

### Actions de réduction des déchets sur le littoral
Initialement, le Cedre a été créé pour s'occuper des pollutions accidentelles, mais a toujours été également confronté à la problématique des déchets, c'est-à-dire à la pollution chronique, étant donné que le nettoyage des plages souillées par les hydrocarbures était rendu plus difficile par la présence de déchets déjà présents avant les catastrophes.
En 1996, le Cedre effectue l'étude conjointe de Lindsay Pages-Jones (mémoire de maîtrise) sur la sensibilité d'un littoral à la pollution maritime.
En 1996, le Cedre identifie qu'une nappe de pollution au nord de l'Espagne n'est pas constitué d'hydrocarbures mais de déchets provenant d'une décharge proche. Et à partir de la fin des années 1990, le Cedre devient actif dans le domaine des pollutions chroniques, étant « pilote » d'abord dans le cadre de la Convention Ospar — qui correspond à une politique publique mise en place par la France pour répondre à son obligation de surveillance des déchets sur le littoral — puis dans le cadre de la Directive européenne Cadre stratégie pour le milieu marin.
Depuis 2005, le Cedre apporte un appui scientifique et technique au ministère chargé de l’environnement et coordonne des réseaux nationaux de surveillance des déchets marins,,, notamment pour la DCSMM depuis 2011.
À partir de 2021, la mission de surveillance des déchets est inscrite dans l'organigramme du Cedre et le service « Surveillance et études des déchets aquatiques » est ouvert en son sein, avec un effectif de cinq employés. À ce moment-là, le Cedre pilote trois réseaux de surveillance : l'un est opérationnel depuis 2018 et consiste à surveiller la présence de macrodéchets sur 46 sites du littoral français. Les deux autres sont en développement : l'un doit surveiller les microplastiques sur le littoral et comporte sept sites en test, l'autre est chargé de surveiller dans les estuaires les macrodéchets provenant des cours d'eau. L'objectif est de comprendre de quels objets proviennent les déchets, afin d'identifier quelles sont les activités qui sont à la source de cette pollution, puis de prendre des mesures ciblées sur ces activités.

### Centre de ressources documentaires sur les pollutions accidentelles
Le Cedre produit et diffuse des guides opérationnels et des guides chimiques dans ses domaines d’expertise. Le Cedre recense les modes opératoires permettant de limiter l'impact sur l'environnement des divers types de polluants. Selon France info, il est en 2018 « l’un des premiers fournisseurs de données opérationnelles concernant aussi bien les pollutions marines que celles des eaux intérieures ».
Le Cedre effectue une veille technologique, documentant par exemple les nouveaux types de fiouls légers, qui sont apparus après que des règlementations ont conduit les navires à utiliser des carburants comportant moins de soufre lorsqu'ils sont près des côtes.
Le Cedre possède une oléothèque conservant des échantillons d'hydrocarbures. Le Cedre peut ainsi observer dans le temps l'évolution de ces produits lorsqu'ils réagissent avec l'eau. Le Cedre met en libre consultation une banque de données consultable via internet et répertoriant les divers polluants présents dans l'environnement avec leur composition exacte ainsi que leurs possibles réactions avec l'eau de mer.

## Soupçon de conflit d'intérêts lors du naufrage de l'Erika
Le 5 janvier 2000, Le Monde publie un article au sujet du naufrage de l'Erika, et indique que le Cedre a commencé par diffusé un message rassurant au public, estimant dès la première journée qu'une marée noire est peu probable, puis quinze jours après, a annoncé que 1 000 tonnes de fioul atteindraient les rivages, alors que ce chiffre n'a pas été corroboré lors du ramassage. Le Monde indique que l'Erika était affrété par Elf et TotalFina, et que ces deux pétroliers participent à hauteur d'environ 1 million de francs chacun au budget annuel du Cedre (10 millions de francs),.
Le 11 janvier 2000, Le Monde publie une réponse du Cedre. Le Cedre souligne notamment que seuls trois représentants de l'industrie pétrolière siègent à son conseil d'administration qui comporte 18 membres, les autres administrateurs représentant des ministères ou divers organismes et collectivités publiques. Le Cedre insiste sur le fait que le combat contre la pollution implique de connaître les produits de l'industrie et qu'une coopération est nécessaire. Le Cedre indique que l'industrie pétrolière participe de 0,45 million de francs à son budget, et que des contrats d'études demandées par l'industrie pétrolière lui ont rapporté 1,5 million de francs. Le Cedre déclare également que les prévisions ne sont pas une science exacte, notamment en raison des changements de courants marins ou de la météo, et qu'il peut arriver que le Cedre se trompe,.